# Papa Gold
Papa Gold ist der Regie-Debütfilm von Tom Lass von 2011.

## Handlung
Der Student Denny hat zahlreiche Affären mit jungen Frauen in Berlin. Plötzlich meldet sich bei ihm Frank, der sich als neuer Partner seiner Mutter bezeichnet. Frank versucht Denny dazu zu bringen, nach zehn Jahren wieder Kontakt zu seiner Mutter aufzubauen. Außerdem sei ein Kind auf der Welt, seine Stiefschwester. Denny nimmt Frank bei sich auf und sie versuchen gemeinsam zu leben. Frank hilft Danny sogar, an seine Traumfrau Mike heranzukommen. Diese Begegnung endet jedoch nach einer Nacht ohne große Gefühle. Schließlich lässt Denny sich überzeugen und kann seine neue Stiefschwester im Arm halten.

## Hintergrund
Der Film wurde improvisativ in Berlin für 2500 Euro gedreht. Die Uraufführung war 2011 beim Filmfestival Max Ophüls Preis. Er wurde für den First Steps Award nominiert.

## Kritik
Lena Kettner auf kino-zeit.de: „Trotz seines Erfolgs bei den Frauen bleibt Denny ein Verlierertyp, wenn auch ein sympathischer. Ähnlich wie Frank, der sich aus Frust ein paar Kilo zu viel angefuttert hat und ebenso wenig erwachsen wirkt wie sein Stiefsohn. Beide sind sie zu feige und bequem, Dennys Mutter mit ihren Wünschen, Ängste und Sehnsüchten zu konfrontieren, beide scheuen sie sich vor der Verantwortung, die sie für ihr Leben übernehmen müssen.“